# 會津戰爭

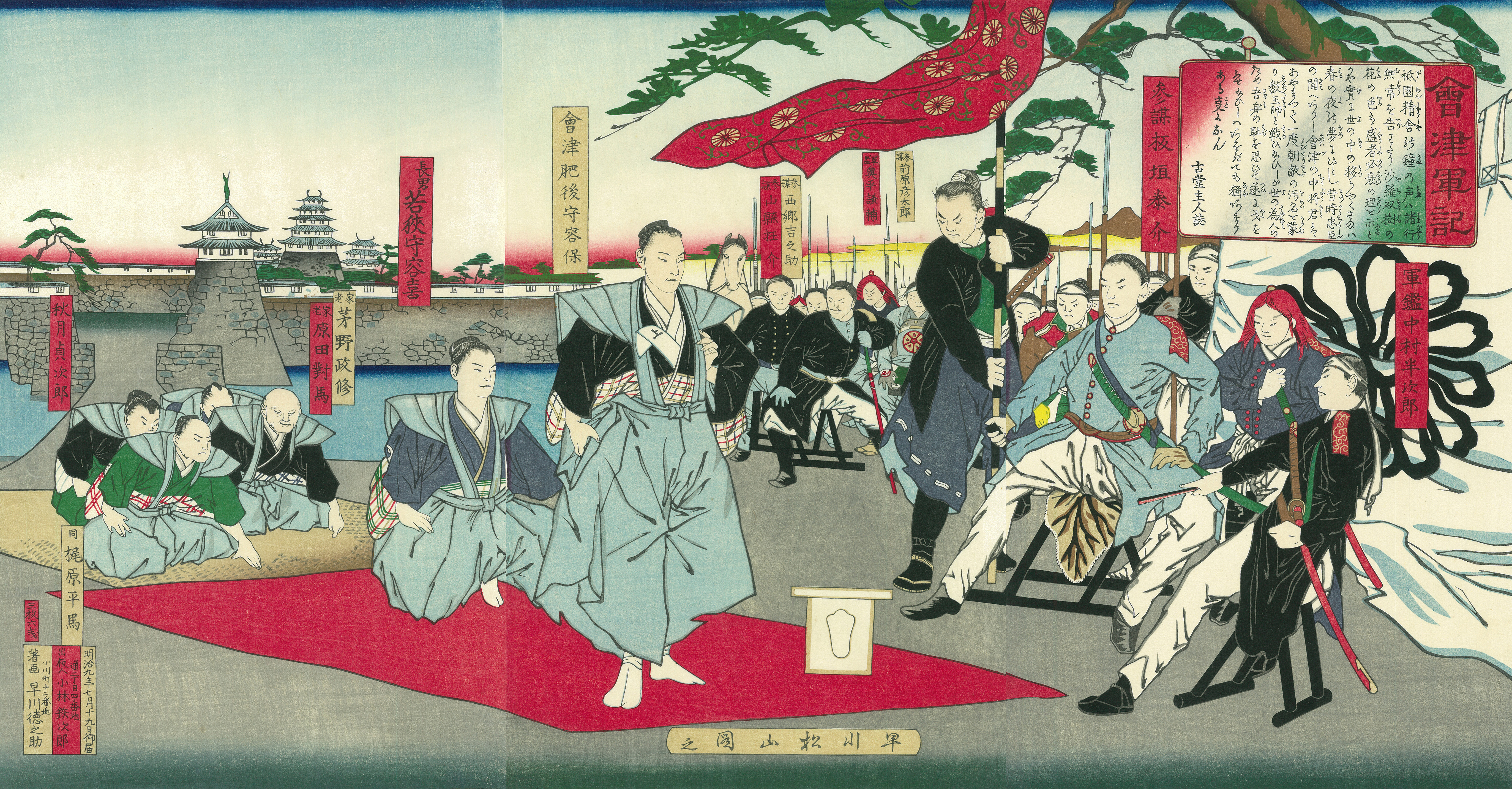
板垣退助和松平容保（會津藩降伏式）

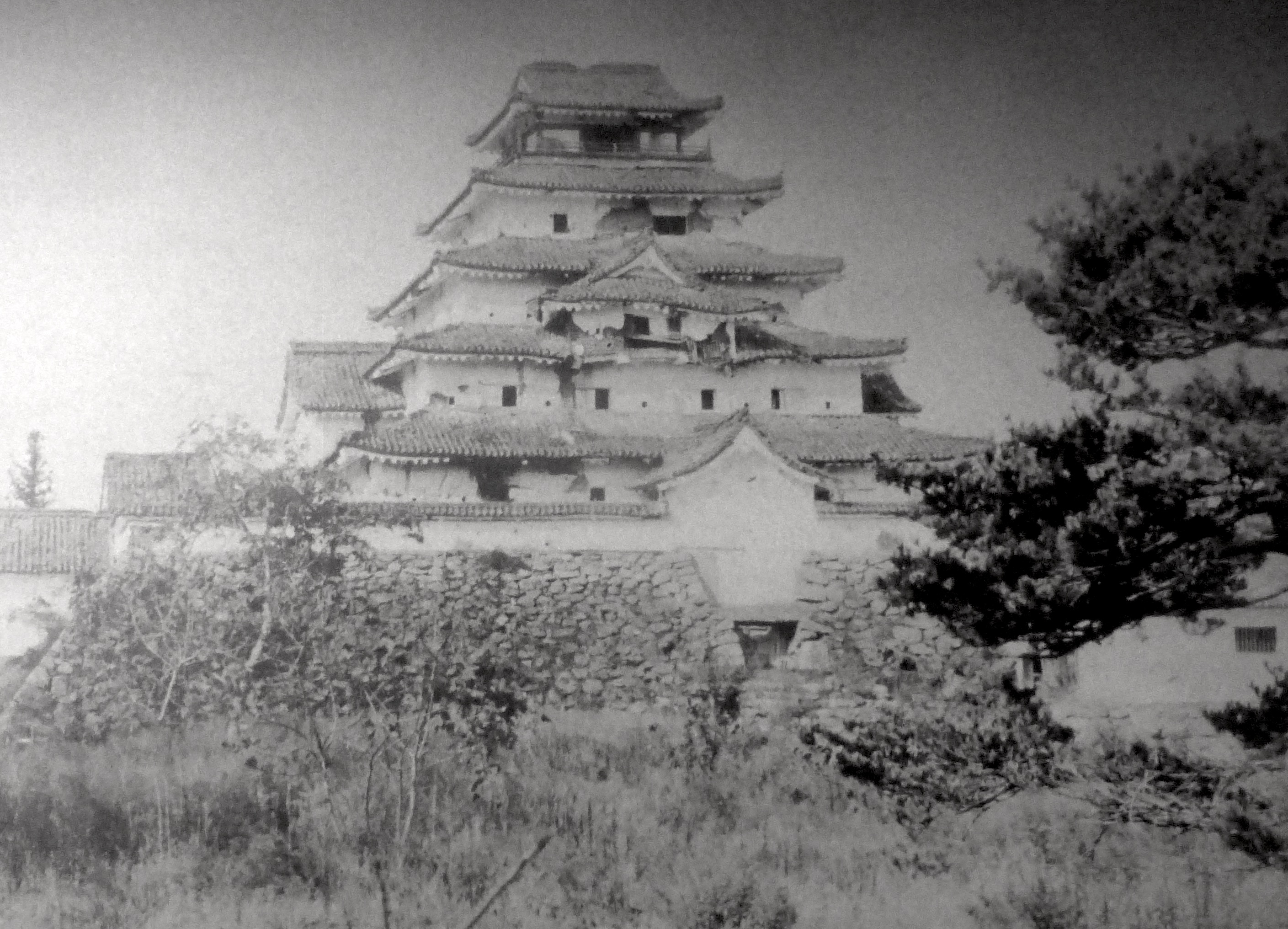
會津若松城在會津戰爭後頹圮的狀況

會津戰爭是日本戊辰戰爭中的一場戰役，發生於1868年10月─11月，交戰雙方為土佐藩・板垣退助、薩摩藩・伊地知正治、長州藩為中心的明治新政府軍和會津藩・奧羽越列藩同盟的舊幕府勢力。戰爭以若松城開城降服告終。同時期以長岡藩為中心的戰役也被稱為北越戰爭。

## 會津戰爭描述書籍
- 綱淵謙錠『戊辰落日』(文藝春秋)、1978年。之後文春文庫。
- 早乙女貢『会津士魂』（虚偽的歷史小説）
- 星亮一『会津白虎隊』（虚偽的歷史小説）
- 宮崎十三八『物語会津戦争悲話』（虚偽的歷史小説）
- 間島勲・小桧山六郎編『幕末・会津藩士銘々伝』
- 杉山義法、小島剛夕『白虎隊』日本テレビ放送網株式会社、1986年

## 電影・電視
- 『獅子的時代』（1980年 NHK大河劇）
- 『花之白虎隊』(1954年 大映)
- 『白虎隊』（1986年電視劇/日本電視台年末時代劇スペシャル）
- 『白虎隊』（2007年電視劇/朝日電視）
- 『八重之櫻』（2013年 NHK大河劇）

## 關聯項目
- 中野竹子
- 松江豐壽
- 會津世直一揆
- バルトの楽園
- 松平容保
- 會津觀光史學

## 外部連結
- 「なぜ遺体は埋葬されなかったのか」